# Palikir
Palikir is, hoewel een kleine stad met een goede 6200 inwoners, de hoofdstad van het uitgestrekte Oceanische land Micronesia. Deze stad bevindt zich op het eiland Pohnpei in de gemeente Sokehs. Voor de onafhankelijkheid was Kolonia de hoofdstad.
Bij Palikir is een internationale luchthaven: Pohnpei International Airport (PNI).

## Geboren
- Emelihter Kihleng, dichteres

- Gemeinsame Normdatei: 4838196-2
- Library of Congress Control Number: n94020783
- Nationale Bibliotheek van Israël: 987007535424505171
- Virtual International Authority File: 140873629
- WorldCat: E39PBJrmbGGGMGTGrcVvcKrKBP